# Domašov u Šternberka
Domašov u Šternberka – miejscowość i gmina (obec) w Czechach, w kraju ołomunieckim, w powiecie Ołomuniec. W 2022 roku liczyła 340 mieszkańców.